# Alladanus mexellus
Alladanus mexellus är en insektsart som beskrevs av Delong och Harlan 1968. Alladanus mexellus ingår i släktet Alladanus och familjen dvärgstritar. Inga underarter finns listade i Catalogue of Life.